# Box Butte County
Box Butte County är ett administrativt område i delstaten Nebraska, USA. År 2010 hade countyt 11 308 invånare. Den administrativa huvudorten (county seat) är Alliance. 

## Geografi
Enligt United States Census Bureau har countyt en total area på 2 792 km². 2 784 km² av den arean är land och 8 km² är vatten. 

### Angränsande countyn
- Dawes County, Nebraska - nord
- Sheridan County, Nebraska - öst
- Morrill County, Nebraska- syd
- Scotts Bluff County, Nebraska - sydväst
- Sioux County, Nebraska - väst